# Fatemeh Rahbar
Fatemeh Rahbar (persan : فاطمه رهبر), née en 1964 à Téhéran et morte le 7 mars 2020 dans la même ville, est une femme politique iranienne ayant siégé au Parlement.

## Biographie

### Mort
Nouvellement élue, Fatemeh Rahbar tombe dans le coma le 5 mars 2020 après avoir contracté la Covid-19 lors de l'épidémie de maladie à coronavirus de 2020. Elle meurt le 7 mars en raison des complications causées par la maladie.